# 賈謐
賈 謐（か ひつ、? - 永康元年4月3日（300年5月7日））は、中国西晋時代の政治家。字は長深。元の名を韓謐という。父は散騎常侍韓寿。母は建国の功臣賈充の四女の賈午。恵帝の皇后であった賈南風の甥にあたり、その後ろ盾を得て権勢を振るったが、賈南風排除を掲げた趙王司馬倫の挙兵に際して兵士らにより殺害された。

## 生涯

### 賈充を継ぐ
|        |        |        |        |        |        |  |  |        |        |        |        |        |        |      |      |      |      |      |      |      |      |      |      |        |        |        |        | 郭縕   |        |        |        |        |        |  |  |      |      |      |      |               |               |               |               |               |               |      |      |      |      |  |  |  |  |  |  |  |  |  |  |  |  |  |  |
|        |        |        |        |        |        |  |  |        |        |        |        |        |        |      |      |      |      |      |      |      |      |      |      |        |        |        |        |        |        |        |        |        |        |  |  |      |      |      |      |               |               |               |               |               |               |      |      |      |      |  |  |  |  |  |  |  |  |  |  |  |  |  |  |
|        |        |        |        |        |        |  |  |        |        |        |        |        |        |      |      |      |      |      |      |      |      |      |      |        |        |        |        |        |        |        |        |        |        |  |  |      |      |      |      |               |               |               |               |               |               |      |      |      |      |  |  |  |  |  |  |  |  |  |  |  |  |  |  |
|        |        |        |        |        |        |  |  |        |        |        |        | 李豊   | 李豊   | 李豊 | 李豊 | 李豊 | 李豊 |      |      | 郭淮 | 郭淮 | 郭淮 | 郭淮 | 郭淮   | 郭淮   |        |        | 郭配   | 郭配   | 郭配   | 郭配   | 郭配   | 郭配   |  |  | 郭彰 | 郭彰 | 郭彰 | 郭彰 | 郭彰          | 郭彰          |               |               |               |               |      |      |      |      |  |  |  |  |  |  |  |  |  |  |  |  |  |  |
|        |        |        |        |        |        |  |  |        |        |        |        | 李豊   | 李豊   | 李豊 | 李豊 | 李豊 | 李豊 |      |      | 郭淮 | 郭淮 | 郭淮 | 郭淮 | 郭淮   | 郭淮   |        |        | 郭配   | 郭配   | 郭配   | 郭配   | 郭配   | 郭配   |  |  | 郭彰 | 郭彰 | 郭彰 | 郭彰 | 郭彰          | 郭彰          |               |               |               |               |      |      |      |      |  |  |  |  |  |  |  |  |  |  |  |  |  |  |
|        |        |        |        |        |        |  |  |        |        |        |        | 李婉   | 李婉   | 李婉 | 李婉 | 李婉 | 李婉 |      |      | 賈充 | 賈充 | 賈充 | 賈充 | 賈充   | 賈充   |        |        | 郭槐   | 郭槐   | 郭槐   | 郭槐   | 郭槐   | 郭槐   |  |  |      |      |      |      |               |               |               |               |               |               |      |      |      |      |  |  |  |  |  |  |  |  |  |  |  |  |  |  |
|        |        |        |        |        |        |  |  |        |        |        |        | 李婉   | 李婉   | 李婉 | 李婉 | 李婉 | 李婉 |      |      | 賈充 | 賈充 | 賈充 | 賈充 | 賈充   | 賈充   |        |        | 郭槐   | 郭槐   | 郭槐   | 郭槐   | 郭槐   | 郭槐   |  |  |      |      |      |      |               |               |               |               |               |               |      |      |      |      |  |  |  |  |  |  |  |  |  |  |  |  |  |  |
|        |        |        |        |        |        |  |  |        |        |        |        |        |        |      |      |      |      |      |      |      |      |      |      |        |        |        |        |        |        |        |        |        |        |  |  |      |      |      |      |               |               |               |               |               |               |      |      |      |      |  |  |  |  |  |  |  |  |  |  |  |  |  |  |
|        |        |        |        |        |        |  |  |        |        |        |        |        |        |      |      |      |      |      |      |      |      |      |      |        |        |        |        |        |        |        |        |        |        |  |  |      |      |      |      |               |               |               |               |               |               |      |      |      |      |  |  |  |  |  |  |  |  |  |  |  |  |  |  |
| 司馬炎 | 司馬炎 | 司馬炎 | 司馬炎 | 司馬炎 | 司馬炎 |  |  | 司馬攸 | 司馬攸 | 司馬攸 | 司馬攸 | 司馬攸 | 司馬攸 |      |      | 賈荃 | 賈荃 | 賈荃 | 賈荃 | 賈荃 | 賈荃 |      |      |        |        |        |        | 賈黎民 | 賈黎民 | 賈黎民 | 賈黎民 | 賈黎民 | 賈黎民 |  |  | 賈午 | 賈午 | 賈午 | 賈午 | 賈午          | 賈午          |               |               | 韓寿          | 韓寿          | 韓寿 | 韓寿 | 韓寿 | 韓寿 |  |  |  |  |  |  |  |  |  |  |  |  |  |  |
| 司馬炎 | 司馬炎 | 司馬炎 | 司馬炎 | 司馬炎 | 司馬炎 |  |  | 司馬攸 | 司馬攸 | 司馬攸 | 司馬攸 | 司馬攸 | 司馬攸 |      |      | 賈荃 | 賈荃 | 賈荃 | 賈荃 | 賈荃 | 賈荃 |      |      |        |        |        |        | 賈黎民 | 賈黎民 | 賈黎民 | 賈黎民 | 賈黎民 | 賈黎民 |  |  | 賈午 | 賈午 | 賈午 | 賈午 | 賈午          | 賈午          |               |               | 韓寿          | 韓寿          | 韓寿 | 韓寿 | 韓寿 | 韓寿 |  |  |  |  |  |  |  |  |  |  |  |  |  |  |
|        |        |        |        |        |        |  |  |        |        |        |        |        |        |      |      |      |      |      |      |      |      |      |      |        |        |        |        |        |        |        |        |        |        |  |  |      |      |      |      |               |               |               |               |               |               |      |      |      |      |  |  |  |  |  |  |  |  |  |  |  |  |  |  |
|        |        |        |        |        |        |  |  |        |        |        |        |        |        |      |      |      |      |      |      |      |      |      |      |        |        |        |        |        |        |        |        |        |        |  |  |      |      |      |      |               |               |               |               |               |               |      |      |      |      |  |  |  |  |  |  |  |  |  |  |  |  |  |  |
| 司馬衷 | 司馬衷 | 司馬衷 | 司馬衷 | 司馬衷 | 司馬衷 |  |  |        |        |        |        |        |        |      |      |      |      |      |      |      |      |      |      | 賈南風 | 賈南風 | 賈南風 | 賈南風 | 賈南風 | 賈南風 |        |        |        |        |  |  |      |      |      |      | 0韓謐（賈謐） | 0韓謐（賈謐） | 0韓謐（賈謐） | 0韓謐（賈謐） | 0韓謐（賈謐） | 0韓謐（賈謐） |      |      |      |      |  |  |  |  |  |  |  |  |  |  |  |  |  |  |
| 司馬衷 | 司馬衷 | 司馬衷 | 司馬衷 | 司馬衷 | 司馬衷 |  |  |        |        |        |        |        |        |      |      |      |      |      |      |      |      |      |      | 賈南風 | 賈南風 | 賈南風 | 賈南風 | 賈南風 | 賈南風 |        |        |        |        |  |  |      |      |      |      | 0韓謐（賈謐） | 0韓謐（賈謐） | 0韓謐（賈謐） | 0韓謐（賈謐） | 0韓謐（賈謐） | 0韓謐（賈謐） |      |      |      |      |  |  |  |  |  |  |  |  |  |  |  |  |  |  |

魏の司徒韓曁の玄孫であり、当初は韓姓であった。太康3年（282年）、母方の祖父である賈充が死去すると、彼には後継ぎとなる男子がいなかったため、賈充の妻の郭槐は外孫の韓謐を賈黎民（賈充と郭槐の子。既に死去している）の養子に迎え、賈充の後継ぎに立てた。これは礼制に反しているとして多くの者が反対したが、郭槐は賈充の遺志であると司馬炎に上奏したので、賈充の功績に免じて特例として後継者として認められた。そのため、韓謐は姓を改称して賈謐となった。こうして賈謐は朝廷に取り立てられ、散騎常侍・後軍将軍を歴任した。
太熙元年（290年）4月、司馬炎が死去すると、司馬衷（恵帝）が即位し、叔母の賈南風が皇后に立てられた。これにより、永平元年（291年）3月、賈南風は当時権勢を振るっていた司馬炎の外戚楊駿を妬み、宦官董猛・孟観・李肇や楚王司馬瑋と結託して政変を起こすと、楊駿は殺害されてその三族及び側近の者は尽く捕らえられた。これ以降、賈氏一族は大きく躍進し、賈謐は国政の中枢に参画するようになった。賈謐は郭彰（賈謐の曾祖父の兄弟にあたる）と共にその権勢が盛んになり、多くの賓客が彼の下を訪ねるようになった。
この頃、賈謐は士大夫とも積極的に交流を深め、「金谷二十四友」という文学集団を形成した。賈謐二十四友には陸機や左思・劉琨なども含まれていた。
同年（元康元年）6月、賈南風は国政を掌握していた汝南王司馬亮と録尚書事衛瓘を排斥するため、楚王司馬瑋に密詔を与えて彼らを殺害させた。司馬瑋配下の岐盛はこれに乗じて賈謐・郭彰を誅殺して権力を掌握するよう勧めたが、司馬瑋は応じなかった。賈南風もまた司馬瑋が権勢を握る事を危惧していたので、司馬瑋が独断で詔書を偽造して司馬亮と衛瓘を殺害したと宣言し、司馬瑋を捕らえて処刑した。

### 権勢を振るう
このようにして賈謐は賈南風ら一族と共に天下をほしいままにするようになり、多く近臣が重職に就くようになった。賈謐は賈南風と協議の上で張華を侍中・中書監に、裴頠を侍中に、賈模を散騎常侍・侍中に、安南将軍裴楷を中書令・侍中に任じ、右僕射王戎と共に政務を補佐させた。張華・裴頠らは賢臣であったので、共に力を合わせて国政を大いに安定させる事に成功した。これ以降、賈謐の権限は皇帝をも凌ぐようになり、独断で黄門侍郎を処罰できるほどであった。賈南風の後ろ盾を頼みに華奢を尽くし、臣下の身分を越えた豪華な屋敷を住まいとした。また歌童・舞女には当時一番の人気がある者を選び、自身の邸宅で宴会を催すと国中から人が押し寄せた。後に権力を掌握する趙王司馬倫も当時は賈謐に取り入っており、これにより賈南風から信任されるようになった。
ある時、賈謐は恵帝の行幸に従い、宣武観での校猟（柵内に獣を放って行う狩り）に赴いた。この時、恵帝は尚書に命じて賈謐を呼び出すと「取り巻きの連中を用いるのはやめるように」と戒めた。この事が知れ渡ると、民衆は賈謐が帝位簒奪の野望を抱いていると疑うようになったという。しかし賈謐の権勢を止める事が出来る者は既におらず、1族を2名も皇室に送り込み、恵帝であっても遠慮がなかった。賈謐と郭彰の専横により政事は腐敗し、賄賂が横行するようになり、官員は富を競うようになったという。南陽の魯褒はこの時期の世相を風刺して「銭神論」を著した。

### 皇太子との対立
元康9年（299年）、賈謐は東宮で皇太子司馬遹への学問の講義をするようになったが、賈謐は以前からしばしば司馬遹へ無礼を働いており、司馬遹はこれを喜ばなかった。司馬遹と囲碁の対局を行う時はいつも指し手の事で言い争い、一切遠慮が無かった。ある時恵帝の弟である成都王司馬穎がこれに同席した際、賈謐の振る舞いを見て「皇太子は国の儲君であるのに、賈謐はなんと無礼なのか」と血相を変えて叱りつけた。賈謐はこれを恐れ、また不満を抱いたので賈南風へこの事を相談した。これにより、司馬穎を平北将軍に任じ、鄴城の鎮守を命じて朝廷から追い出した。
また名族である王氏の出身である王衍の長女の王景風は美麗であり、司馬遹は長女との結婚を望んだが、賈謐が長女を娶ったのでやむなく王衍の次女の王恵風を妻とした。これにより、司馬遹は賈謐への不満をさらに積もらせた。一方で司馬遹もまた強情であり、賈謐との関係を改善しようと思わず、逆に賈謐が東宮に来ると後庭に隠れて避けるようになった。詹事裴権は「賈謐は皇后の近くにおり、溝が深まると危険かと」と諫言したが、改めなかった。そのため、賈謐は賈南風の前で司馬遹を讒言し「太子は私財を用いて小人と結んでおり、恐らく賈氏に対抗するためかと思われます。もし皇帝が崩御されたら、楊氏の時のように臣らは謀殺され、皇后は金墉に監禁されることになります。今のうちに手を打ち、恭順な者を跡継ぎに入れ替えるべきです」と述べると、賈南風はこれに同意し、司馬遹の欠点を周囲の前で公表した。
12月、賈南風は司馬遹を入朝させ、恵帝の命と称して三升の酒を飲ませて酩酊状態に陥らせた上で、自身が帝位の簒奪を狙っているという旨の文章を紙に書き写させ、これを恵帝へと提出した。これを読んだ恵帝は司馬遹に死を下賜すると宣言したが、賈南風の腹心の張華らがこれに頑なに反対したので、賈南風は妥協して司馬遹を庶人に落とす事に決め、金墉城に監禁した。この時の護送の際、恵帝は司馬遹の見送りを禁じたが、江統・潘滔を始め多くの宮臣が伊水まで出向いて司馬遹を見送ったので、彼らは逮捕されて河南獄と洛陽獄に入れられた。しかし都官従事の孫琰は「宮臣が罪を恐れず太子に別れを告げましたが、それに重刑を用いてしまえば、天下に太子の徳を宣伝することにつながります。ここは寛大な処置をすべきかと」と進言したので、賈謐はこれに従い、洛湯県令曹攄に釈放を命じた。河南獄に入れられた者達は河南尹楽広によって既に釈放されていたが、勝手に囚人を釈放した楽広も罪に問わなかった。

### 最期
永康元年（300年）3月、右衛督司馬雅・常従督許超は賈南風を廃して皇太子の復位を目論み、強大な兵権を握る趙王司馬倫に協力を仰ごうと思い、司馬倫の腹心孫秀へ協力を持ち掛けた。孫秀は表向きはこれに同意したが、裏では密かに司馬倫へ、賈南風廃立の謀略をわざと漏らして賈南風に司馬遹を殺害させ、その後仇をとるという大義名分で賈南風を廃して政権を掌握するよう勧め、司馬倫は同意した。 孫秀は司馬雅らが皇后を廃して太子を迎え入れようとしていると言う噂を流し、さらに司馬倫と孫秀は賈謐の下に出向いて「速く太子を除いて民衆の希望を絶つべきです」と進言すると、賈南風は黄門孫慮に命じて司馬遹を殺害させた。
4月3日、司馬倫と孫秀は右衛佽飛督閭和・梁王司馬肜・斉王司馬冏と共に賈南風討伐を決行し、司馬倫は恵帝の詔と称して近衛軍を指揮する三部司馬へ「中宮（賈南風）と賈謐等は朕の太子を殺した。今、車騎将軍（司馬倫）が中宮を廃すので、汝らはその命に従うように。全て済めば関中侯を与えるが、逆らう者は三族を誅す」と宣言し、傘下に入るよう命じた。更に偽の詔によって宮門を開かせ兵を配置すると、司馬冏に百人を率いて宮中に入らせた。華林令駱休が司馬倫に内応して恵帝を東堂に招くと、詔で賈謐を招集した。賈謐は異変に気付くと、西鐘下まで逃亡しながら「阿后（賈南風）、お助け下さい」と叫んだ。だが、兵士に囲まれ、間をおかずに賈謐は斬られた。賈南風は廃され、他の一族も連座して処刑された。
なお、「金谷二十四友」は司馬倫や孫秀の恨みを買っていた石崇・杜斌が殺された以外はその後の政治的混乱の影響によって処罰の対象にされず、陸機らのように司馬倫側に就いた者もいた。

## 逸話
晩年、賈謐の家には数多くの妖異現象が起こったという。旋風が吹いて賈謐の朝服を数100丈も飛ばし、中丞台に落ちた。また、賈謐の朝服の中からは蛇が出てきた。夜には暴雷が賈充の屋敷を振るわし、柱は折れて地に落ち、床帳が柱の重みで壊れた。これにより、賈謐は不吉な事が起こるのではと大いに恐れたが、果たしてその通りとなった。